# Maráz Borbála
Maráz Borbála (Naszvad, 1947. március 3. – Budapest, 2017. szeptember 26.) magyar régész, múzeumi osztályvezető.

## Élete
1970-ben végzett a szegedi egyetemen, melyet követően Békéscsabán, Pécsett és a Budapesti Történeti Múzeumban dolgozott.
Kutatási területe a vaskor, elsősorban a késői vaskor volt, de részt vett a topográfiai munkákban, 1976-ban vezette a mohácsi csatatér tömegsírjainak feltárását, és a nevéhez fűződik 1974-ben a dunaszekcsői Marcus Aurelius portré megmentése is.
A Farkasréti temetőben helyezték örök nyugalomra.

## Művei
- A mohácsi csata régészeti emlékei.
- Késő bronzkori magaslati település Pécs-Jakabhegyen.
- Budapest késő La Tene kori településtörténeti képe.
- 1974 Chronologische Probleme der Spätlatènezeit in der Südtiefebene (Südost-Ungarn). JPMÉ XIX.
- 1977 Délkelet-Magyarország La Tene-korának kronológiai kérdései. Arch. Ért.
- 1982 La Tène-kori leletek Jugoszláviából és Romániából magyarországi múzeumokban. JPMÉ 27.
- 1997 Marcus Aurelius - bronz császárportré a római kori Lugioból. Pécs.
- 2013 Pécs története a késő bronzkortól a római foglalásig. In: Pécs Monográfia I.